# Lorenzo Maggio
Pour les articles homonymes, voir Maggio.
Lorenzo Maggio né en 1531 à Brescia et mort en 1605 à Rome est un prêtre jésuite italien de la première génération.

## Biographie
Né dans une famille italophone du Nord de l'Italie alors région du Saint-Empire Romain Germanique il grandit à Vienne et fréquente la cour. Il rejoint ensuite la Compagnie de Jésus tout juste reconnue officiellement. Après ses études il est nommé recteur du collège de Vienne. En 1566 il devient provincial des jésuites d'Autriche. En 1581 et pendant 15 ans il devient assistant du général Claudio Acquaviva pour les provinces d'Italie. Il est envoyé à plusieurs reprises comme visiteur en Autriche et en France. 
Pendant ses années au service du général, Lorenzo Maggia fut un diplomate avisé défendant avec zèle en particulier auprès des empereurs du Saint-Empire (Ferdinand I, Maximilien II, Rodolphe II) les intérêts de la Compagnie de Jésus naissante. C'est lui qui négocia au nom du général le retour des jésuites en France en 1603. Il fut aussi de ces jésuites qui avec Jérôme Nadal eurent comme difficile mission de faire connaître et d'expliquer les Constitutions de l'ordre jésuite tant à l'intérieur de l'ordre lui-même qu'à l'extérieur.